# Sonic Death
Pour les articles homonymes, voir Sonic (homonymie).
Albums de Sonic Youth
Kill yr Idols
(1983) Bad Moon Rising
(1985)
Sonic Death (le nom complet est Sonic Death: Sonic Youth Live - Early Sonics 1981-1983) est un album du groupe Sonic Youth sorti en 1984 sur le label Ecstatic Peace!, puis réédité en 1987 par le label SST ; le disque n'est actuellement plus édité. Le disque est en fait un collage d'extraits de morceaux lives enregistrés par Thurston Moore sur un magnétophone durant les 3 premières années du groupe, c'est pourquoi il n'y a que 2 pistes d'approximativement 30 minutes chacune, et que presque aucun morceau n'est complet.

## Titres
1. (pas de nom) - 38:32
---
2. (pas de nom) - 29:31

## Composition du groupe
- Kim Gordon - Basse/Chant
- Thurston Moore - Guitare/Chant
- Lee Ranaldo - Guitare/Chant
- Richard Edson - Batterie
- Jim Sclavunos - Batterie
- Bob Bert - Batterie